# Бём, Кристина
Кристина Бём (19 февраля 1954, Вена — 5 августа 1979) — австрийская актриса.

## Биография
Родилась в 1954 году в Вене, Австрия.  Дочь известного австрийского актёра кабаре Макси Бёма.
В 1970—1972 годах изучала актёрское мастерство на семинаре Макса Рейнхардта в Вене.
С 1971 года — актриса в Театре в Йозефштадте.
С 1970 года снималась в кино, участвовала в шоу и передачах австрийского телевидения ORF.
Трагически погибла в 1979 году — в возрасте 25 лет — получив тяжёлые травмы в автомобильной аварии.

## Фильмография
За короткую кинокарьеру снялась в полутора десятках фильмов, в том числе известна по ролям:
- 1972 — Кровавая пятница — Хайди
- 1974 — Украденный рай — Барбара Бранднер
- 1979 — Леди Оскар — Мария-Антуанетта